# Llista de topònims de Serinyà
Llista de topònims (noms propis de lloc) del municipi de Serinyà, al Pla de l'Estany
Informació actualitzada per un bot. Els canvis manuals es perdran quan s'actualitzi!

## cova
| imatge | Nom                     | Ubicat a | instància de | Detalls | coordenades                                                         | Protecció | Commons (més fotos) | Dades a WD                    |
| ------ | ----------------------- | -------- | ------------ | ------- | ------------------------------------------------------------------- | --------- | ------------------- | ----------------------------- |
|        | Bora Gran d'en Carreres | Serinyà  | cova         |         | 42° 10′ 26″ N, 2° 44′ 49″ E / 42.173878099244°N,2.74691193789497°E  |           |                     | Modifica les dades a Wikidata |
|        | coves del Reclau        | Serinyà  | cova         |         | 42° 09′ 38″ N, 2° 44′ 46″ E / 42.1606280699651°N,2.74617790820276°E |           |                     | Modifica les dades a Wikidata |

## curs d'aigua
| imatge | Nom    | Ubicat a                                                | instància de | Detalls                                                 | coordenades                                                                                              | Protecció | Commons (més fotos) | Dades a WD                    |
| ------ | ------ | ------------------------------------------------------- | ------------ | ------------------------------------------------------- | --- | --------- | ------------------- | ----------------------------- |
|        | Fluvià | Comarques gironines província de Girona                 | curs d'aigua | Desemboca: mar Mediterrània Llarg: 70km Conca: 973.8km² | 42° 05′ 36″ N, 2° 27′ 33″ E / 42.0934°N,2.4591°E 42° 12′ 07″ N, 3° 06′ 38″ E / 42.2019°N,3.1106°E 2 msnm |           | Fluvià              | Modifica les dades a Wikidata |
|        | Ser    | Santa Pau Sant Ferriol Sant Miquel de Campmajor Serinyà | curs d'aigua | Desemboca: Fluvià                                       | 42° 07′ 57″ N, 2° 34′ 14″ E / 42.1326°N,2.57059°E 42° 11′ 13″ N, 2° 45′ 19″ E / 42.187°N,2.75534°E       |           | Ser River           | Modifica les dades a Wikidata |

## edifici
| imatge | Nom                 | Ubicat a | instància de | Detalls                                  | coordenades                                                                          | Protecció                                  | Commons (més fotos)   | Dades a WD                    |
| ------ | ------------------- | -------- | ------------ | ---------------------------------------- | ------------------------------------------------------------------------------------ | ------------------------------------------ | --------------------- | ----------------------------- |
|        | Viver de Can Mollet | Serinyà  | edifici      | Estil: arquitectura popular              |                                                                                      | bé integrant del patrimoni cultural català |                       | Modifica les dades a Wikidata |
|        | el Sindicat         | Serinyà  | edifici      | Estil: arquitectura popular 20th century | 42° 10′ 08″ N, 2° 44′ 41″ E / 42.16901°N,2.74479°E ca:Pl. de Sant Andreu, 9 185 msnm | bé integrant del patrimoni cultural català | El Sindicat (Serinyà) | Modifica les dades a Wikidata |

## entitat singular de població
| imatge | Nom                | Ubicat a | instància de                                                                   | Detalls  | coordenades                                                                  | Protecció | Commons (més fotos) | Dades a WD                    |
| ------ | ------------------ | -------- | ------------------------------------------------------------------------------ | -------- | ---------------------------------------------------------------------------- | --------- | ------------------- | ----------------------------- |
|        | Baió               | Serinyà  | entitat singular de població                                                   | 39 hab   | 42° 10′ 35″ N, 2° 43′ 17″ E / 42.176442°N,2.721434°E 220 msnm                |           |                     | Modifica les dades a Wikidata |
|        | Bosquerós          | Serinyà  | entitat singular de població                                                   | 60 hab   | 42° 10′ 37″ N, 2° 45′ 20″ E / 42.1768961258413°N,2.75562999368878°E 160 msnm |           |                     | Modifica les dades a Wikidata |
|        | Casals             | Serinyà  | entitat singular de població                                                   | 44 hab   | 42° 08′ 59″ N, 2° 44′ 16″ E / 42.1497204422598°N,2.73778561098568°E 254 msnm |           |                     | Modifica les dades a Wikidata |
|        | Serinyà            | Serinyà  | entitat singular de població ens local històric de Catalunya capital municipal | 1025 hab | 42° 10′ 09″ N, 2° 44′ 40″ E / 42.169126°N,2.744464°E 186 msnm                |           |                     | Modifica les dades a Wikidata |
|        | la Cellera d'Amont | Serinyà  | entitat singular de població                                                   | 28 hab   | 42° 09′ 51″ N, 2° 45′ 00″ E / 42.1641667639135°N,2.74990448084742°E 198 msnm |           |                     | Modifica les dades a Wikidata |

## església
| imatge | Nom                                | Ubicat a | instància de | Detalls                                  | coordenades                                                                        | Protecció                                  | Commons (més fotos)                | Dades a WD                    |
| ------ | ---------------------------------- | -------- | ------------ | ---------------------------------------- | ---------------------------------------------------------------------------------- | ------------------------------------------ | ---------------------------------- | ----------------------------- |
|        | Sant Miquel Sesvinyes              | Serinyà  | església     | Estil: arquitectura romànica             | 42° 09′ 37″ N, 2° 43′ 59″ E / 42.16026°N,2.73304°E 262 msnm                        | bé integrant del patrimoni cultural català | Sant Miquel Sesvinyes              | Modifica les dades a Wikidata |
|        | Sant Sebastià de Serinyà           | Serinyà  | església     | Estil: arquitectura popular 17th century | 42° 10′ 06″ N, 2° 44′ 45″ E / 42.16847°N,2.74596°E ca:C. de Sant Sebastià 182 msnm | bé integrant del patrimoni cultural català | Sant Sebastià de Serinyà           | Modifica les dades a Wikidata |
|        | església de Sant Andreu de Serinyà | Serinyà  | església     | Estil: arquitectura romànica             | 42° 10′ 08″ N, 2° 44′ 41″ E / 42.1689°N,2.74476°E                                  | bé integrant del patrimoni cultural català | Església de Sant Andreu de Serinyà | Modifica les dades a Wikidata |

## granja
| imatge | Nom                | Ubicat a | instància de | Detalls | coordenades                                                         | Protecció | Commons (més fotos) | Dades a WD                    |
| ------ | ------------------ | -------- | ------------ | ------- | ------------------------------------------------------------------- | --------- | ------------------- | ----------------------------- |
|        | Granja d'en Boix   | Serinyà  | granja       |         | 42° 10′ 31″ N, 2° 44′ 48″ E / 42.1751834254907°N,2.74664035797445°E |           |                     | Modifica les dades a Wikidata |
|        | Granja d'en Carrió | Serinyà  | granja       |         | 42° 10′ 15″ N, 2° 45′ 36″ E / 42.1707357488835°N,2.75989120355309°E |           |                     | Modifica les dades a Wikidata |

## jaciment arqueològic
| imatge | Nom                                              | Ubicat a | instància de              | Detalls | coordenades | Protecció                                        | Commons (més fotos) | Dades a WD                    |
| ------ | ------------------------------------------------ | -------- | ------------------------- | ------- | --- | ------------------------------------------------ | ------------------- | ----------------------------- |
|        | Cova de l'Arbreda                                | Serinyà  | jaciment arqueològic      |         | 42° 09′ 39″ N, 2° 44′ 47″ E / 42.160939°N,2.746431°E                                                                               | bé cultural d'interès nacional                   |                     | Modifica les dades a Wikidata |
|        | Cova del Reclau Viver                            | Serinyà  | jaciment arqueològic      |         | 42° 09′ 51″ N, 2° 44′ 53″ E / 42.164143°N,2.748172°E ca:Se situa al Paratge del Reclau, dins el terme municipal de Serinyà, al sud | bé cultural d'interès nacional                   |                     | Modifica les dades a Wikidata |
|        | Mollet I                                         | Serinyà  | jaciment arqueològic      |         | 42° 09′ 48″ N, 2° 44′ 52″ E / 42.163343°N,2.747863°E                                                                               | bé cultural d'interès nacional zona arqueològica |                     | Modifica les dades a Wikidata |
|        | Mollet III                                       | Serinyà  | jaciment arqueològic      |         | 42° 09′ 47″ N, 2° 44′ 52″ E / 42.163007°N,2.747847°E                                                                               | bé cultural d'interès nacional zona arqueològica |                     | Modifica les dades a Wikidata |
|        | coves de Serinyà                                 | Serinyà  | jaciment arqueològic cova |         | 42° 09′ 47″ N, 2° 44′ 53″ E / 42.1629722222°N,2.74797222222°E 210 msnm                                                             | bé cultural d'interès nacional                   |                     | Modifica les dades a Wikidata |
|        | jaciment arqueològic de Cal Ferrer de les Torres | Serinyà  | jaciment arqueològic      |         | 42° 10′ 06″ N, 2° 45′ 07″ E / 42.1683611111°N,2.75180555556°E 215 msnm                                                             | bé integrant del patrimoni cultural català       |                     | Modifica les dades a Wikidata |
|        | jaciment arqueològic de la Cova d'en Pau         | Serinyà  | jaciment arqueològic      |         | 42° 10′ 06″ N, 2° 45′ 07″ E / 42.1683611111°N,2.75180555556°E 200 msnm                                                             | bé cultural d'interès nacional zona arqueològica |                     | Modifica les dades a Wikidata |
|        | jaciment arqueològic del Cau del Roure           | Serinyà  | jaciment arqueològic      |         | 42° 09′ 49″ N, 2° 44′ 53″ E / 42.1635°N,2.74797222222°E 210 msnm                                                                   | bé cultural d'interès nacional zona arqueològica |                     | Modifica les dades a Wikidata |

## masia
| imatge | Nom                      | Ubicat a | instància de     | Detalls                                                   | coordenades                                                                                   | Protecció                                            | Commons (més fotos)      | Dades a WD                    |
| ------ | ------------------------ | -------- | ---------------- | --------------------------------------------------------- | --------------------------------------------------------------------------------------------- | ---------------------------------------------------- | ------------------------ | ----------------------------- |
|        | Budellers                | Serinyà  | masia            |                                                           | 42° 09′ 40″ N, 2° 42′ 43″ E / 42.161054440665°N,2.7119781738957°E                             |                                                      |                          | Modifica les dades a Wikidata |
|        | Budellers de Baix        | Serinyà  | masia            |                                                           | 42° 09′ 39″ N, 2° 42′ 55″ E / 42.1607984973857°N,2.7151878247591°E                            |                                                      |                          | Modifica les dades a Wikidata |
|        | Budellers de Dalt        | Serinyà  | masia            |                                                           | 42° 09′ 37″ N, 2° 42′ 49″ E / 42.1603892058266°N,2.71357967454765°E                           |                                                      |                          | Modifica les dades a Wikidata |
|        | Ca l'Alboçar             | Serinyà  | masia            | Estil: arquitectura popular                               | 42° 09′ 18″ N, 2° 44′ 05″ E / 42.15501°N,2.73483°E                                            | bé integrant del patrimoni cultural català           |                          | Modifica les dades a Wikidata |
|        | Ca n'Aulina              | Serinyà  | masia            | Estil: arquitectura gòtica                                | 42° 10′ 19″ N, 2° 43′ 35″ E / 42.17193°N,2.72629°E                                            | bé integrant del patrimoni cultural català           |                          | Modifica les dades a Wikidata |
|        | Ca n'Hortós              | Serinyà  | masia            |                                                           | 42° 10′ 37″ N, 2° 42′ 58″ E / 42.1769400508982°N,2.71603563854807°E                           |                                                      |                          | Modifica les dades a Wikidata |
|        | Ca n'Illa                | Serinyà  | masia            | Estil: arquitectura popular                               | 42° 10′ 14″ N, 2° 43′ 18″ E / 42.17055°N,2.72172°E                                            | bé integrant del patrimoni cultural català           |                          | Modifica les dades a Wikidata |
|        | Cadavall                 | Serinyà  | masia            |                                                           | 42° 10′ 27″ N, 2° 45′ 48″ E / 42.1740301750049°N,2.76330523936249°E                           |                                                      |                          | Modifica les dades a Wikidata |
|        | Cal Ferrer de les Torres | Serinyà  | masia casa forta | 15th century                                              | 42° 09′ 57″ N, 2° 44′ 53″ E / 42.165833°N,2.748056°E ca:Camí de les Torres, Serinyà 213 msnm  | bé d'interès cultural bé cultural d'interès nacional | Cal Ferrer de les Torres | Modifica les dades a Wikidata |
|        | Can Bosquerós            | Serinyà  | masia            |                                                           | 42° 10′ 15″ N, 2° 45′ 17″ E / 42.1707605792721°N,2.75460029070431°E                           |                                                      |                          | Modifica les dades a Wikidata |
|        | Can Cabrit               | Serinyà  | masia            |                                                           | 42° 10′ 46″ N, 2° 44′ 24″ E / 42.1793294892318°N,2.7399882016659°E                            |                                                      |                          | Modifica les dades a Wikidata |
|        | Can Calau                | Serinyà  | masia            |                                                           | 42° 10′ 04″ N, 2° 44′ 51″ E / 42.16771906305°N,2.74751760414616°E                             |                                                      |                          | Modifica les dades a Wikidata |
|        | Can Canelles             | Serinyà  | masia            |                                                           | 42° 10′ 45″ N, 2° 44′ 26″ E / 42.1791507065575°N,2.74058226215245°E                           |                                                      |                          | Modifica les dades a Wikidata |
|        | Can Carreres             | Serinyà  | masia            | Estil: arquitectura popular 16th century                  | 42° 10′ 12″ N, 2° 44′ 44″ E / 42.17013°N,2.74558°E 180 msnm                                   | bé integrant del patrimoni cultural català           | Can Carreres (Serinyà)   | Modifica les dades a Wikidata |
|        | Can Cau de Baix          | Serinyà  | masia            |                                                           | 42° 10′ 08″ N, 2° 45′ 20″ E / 42.1688350884508°N,2.75547942046031°E                           |                                                      |                          | Modifica les dades a Wikidata |
|        | Can Cau de Dalt          | Serinyà  | masia            |                                                           | 42° 10′ 03″ N, 2° 45′ 18″ E / 42.1674289917578°N,2.75496425591249°E                           |                                                      |                          | Modifica les dades a Wikidata |
|        | Can Cofí                 | Serinyà  | masia            |                                                           | 42° 10′ 46″ N, 2° 44′ 26″ E / 42.1793848975524°N,2.74059341370415°E                           |                                                      |                          | Modifica les dades a Wikidata |
|        | Can Cufí                 | Serinyà  | masia            |                                                           | 42° 09′ 58″ N, 2° 44′ 38″ E / 42.1661438329431°N,2.74385567228155°E                           |                                                      |                          | Modifica les dades a Wikidata |
|        | Can Fumerola             | Serinyà  | masia            |                                                           | 42° 11′ 06″ N, 2° 43′ 29″ E / 42.1849317674014°N,2.72468263133281°E                           |                                                      |                          | Modifica les dades a Wikidata |
|        | Can Gelada               | Serinyà  | masia            |                                                           | 42° 09′ 17″ N, 2° 44′ 58″ E / 42.1546369569195°N,2.7494336333104°E                            |                                                      |                          | Modifica les dades a Wikidata |
|        | Can Malloles             | Serinyà  | masia            | Estil: arquitectura popular                               | 42° 09′ 31″ N, 2° 45′ 11″ E / 42.15852°N,2.75292°E                                            | bé integrant del patrimoni cultural català           |                          | Modifica les dades a Wikidata |
|        | Can Martí de l'Oli       | Serinyà  | masia            |                                                           | 42° 09′ 26″ N, 2° 44′ 45″ E / 42.1572498927523°N,2.74582827141576°E                           |                                                      |                          | Modifica les dades a Wikidata |
|        | Can Patrona              | Serinyà  | masia            |                                                           | 42° 10′ 16″ N, 2° 45′ 09″ E / 42.1712154803891°N,2.75254030432273°E                           |                                                      |                          | Modifica les dades a Wikidata |
|        | Can Pelegrí              | Serinyà  | masia            |                                                           | 42° 10′ 40″ N, 2° 45′ 23″ E / 42.1778162885851°N,2.75634085150196°E                           |                                                      |                          | Modifica les dades a Wikidata |
|        | Can Peret del Molí       | Serinyà  | masia            |                                                           | 42° 10′ 17″ N, 2° 44′ 03″ E / 42.1713183272568°N,2.73410057351611°E                           |                                                      |                          | Modifica les dades a Wikidata |
|        | Can Pericot              | Serinyà  | masia            |                                                           | 42° 10′ 35″ N, 2° 45′ 19″ E / 42.1765170091419°N,2.75523188150668°E                           |                                                      |                          | Modifica les dades a Wikidata |
|        | Can Reixac               | Serinyà  | masia            |                                                           | 42° 10′ 36″ N, 2° 45′ 17″ E / 42.17669°N,2.75474°E                                            | bé integrant del patrimoni cultural català           |                          | Modifica les dades a Wikidata |
|        | Can Solana               | Serinyà  | masia            | Estil: arquitectura popular 17th century                  | 42° 09′ 56″ N, 2° 44′ 47″ E / 42.16561°N,2.74637°E ca:C. Sant Sebastià, 48 194 msnm           | bé integrant del patrimoni cultural català           | Can Solana (Serinyà)     | Modifica les dades a Wikidata |
|        | Can Solaric              | Serinyà  | masia            |                                                           | 42° 10′ 02″ N, 2° 45′ 13″ E / 42.1672729803426°N,2.75360893313661°E                           |                                                      |                          | Modifica les dades a Wikidata |
|        | Can Soler                | Serinyà  | masia            |                                                           | 42° 09′ 58″ N, 2° 44′ 55″ E / 42.166085°N,2.748592°E 216 msnm                                 |                                                      | Can Soler (Serinyà)      | Modifica les dades a Wikidata |
|        | Can Surita               | Serinyà  | masia            |                                                           | 42° 10′ 29″ N, 2° 45′ 37″ E / 42.1747713889171°N,2.76026339203829°E                           |                                                      |                          | Modifica les dades a Wikidata |
|        | Canova de la Font        | Serinyà  | masia            |                                                           | 42° 10′ 20″ N, 2° 45′ 20″ E / 42.1722575662981°N,2.75550256078853°E                           |                                                      |                          | Modifica les dades a Wikidata |
|        | Casa Nova d'en Martí     | Serinyà  | masia            |                                                           | 42° 09′ 55″ N, 2° 44′ 27″ E / 42.1653266864048°N,2.74092929241539°E                           |                                                      |                          | Modifica les dades a Wikidata |
|        | Casals de Baix           | Serinyà  | masia            |                                                           | 42° 09′ 16″ N, 2° 44′ 24″ E / 42.1544180027725°N,2.74007808897861°E                           |                                                      |                          | Modifica les dades a Wikidata |
|        | Casals de Dalt           | Serinyà  | masia            |                                                           | 42° 09′ 17″ N, 2° 44′ 15″ E / 42.1548173903322°N,2.73748617818123°E                           |                                                      |                          | Modifica les dades a Wikidata |
|        | Caselles de Baix         | Serinyà  | masia            |                                                           | 42° 08′ 51″ N, 2° 44′ 18″ E / 42.1476232085735°N,2.73833888876812°E                           |                                                      |                          | Modifica les dades a Wikidata |
|        | Caselles de Dalt         | Serinyà  | masia            |                                                           | 42° 08′ 55″ N, 2° 44′ 16″ E / 42.1486398752485°N,2.73787479095804°E                           |                                                      |                          | Modifica les dades a Wikidata |
|        | Mas Espia                | Serinyà  | masia            |                                                           | 42° 10′ 50″ N, 2° 45′ 11″ E / 42.1805383122038°N,2.75310940668689°E                           |                                                      |                          | Modifica les dades a Wikidata |
|        | Mas Gatielles            | Serinyà  | masia            | Estil: arquitectura popular                               | 42° 10′ 18″ N, 2° 44′ 16″ E / 42.17156°N,2.73787°E                                            | bé integrant del patrimoni cultural català           |                          | Modifica les dades a Wikidata |
|        | Mas Grill del Ser        | Serinyà  | masia            |                                                           | 42° 10′ 43″ N, 2° 45′ 00″ E / 42.1785142673863°N,2.75005380041547°E                           |                                                      |                          | Modifica les dades a Wikidata |
|        | Mas Oms                  | Serinyà  | masia            |                                                           | 42° 10′ 38″ N, 2° 45′ 26″ E / 42.1771336062675°N,2.75719105688484°E                           |                                                      |                          | Modifica les dades a Wikidata |
|        | Mas Servosa              | Serinyà  | masia            | Estil: arquitectura popular 14th century                  | 42° 09′ 57″ N, 2° 45′ 00″ E / 42.165824°N,2.749982°E ca:Veïnat de la Cellera d'Amont 215 msnm | bé integrant del patrimoni cultural català           | Mas Servosa              | Modifica les dades a Wikidata |
|        | Perduts                  | Serinyà  | masia            |                                                           | 42° 09′ 56″ N, 2° 42′ 48″ E / 42.1654679718163°N,2.71324200794872°E                           |                                                      |                          | Modifica les dades a Wikidata |
|        | Terrades                 | Serinyà  | masia            |                                                           | 42° 09′ 01″ N, 2° 44′ 37″ E / 42.1501750179564°N,2.74365379263345°E                           |                                                      |                          | Modifica les dades a Wikidata |
|        | Torre de l'Hereu         | Serinyà  | masia casa forta |                                                           | 42° 11′ 12″ N, 2° 46′ 00″ E / 42.186667°N,2.766667°E                                          | bé d'interès cultural bé cultural d'interès nacional |                          | Modifica les dades a Wikidata |
|        | el Bac de n'Illa         | Serinyà  | masia            |                                                           | 42° 10′ 01″ N, 2° 43′ 31″ E / 42.1669117256392°N,2.72540241931521°E                           |                                                      |                          | Modifica les dades a Wikidata |
|        | el Castell               | Serinyà  | masia            |                                                           | 42° 09′ 55″ N, 2° 44′ 59″ E / 42.1652290347259°N,2.74968238761333°E                           |                                                      |                          | Modifica les dades a Wikidata |
|        | el Mas                   | Serinyà  | masia            |                                                           | 42° 09′ 34″ N, 2° 45′ 04″ E / 42.1593420047054°N,2.75113397631453°E                           |                                                      |                          | Modifica les dades a Wikidata |
|        | el Pou                   | Serinyà  | masia            | Estil: arquitectura popular 17th century Estat: abandonat | 42° 10′ 31″ N, 2° 44′ 17″ E / 42.17523°N,2.73806°E ca:Veïnat de Baió 140 msnm                 | bé integrant del patrimoni cultural català           | El Pou (Serinyà)         | Modifica les dades a Wikidata |
|        | el Puig                  | Serinyà  | masia            |                                                           | 42° 09′ 28″ N, 2° 44′ 25″ E / 42.1576605280143°N,2.74017376204914°E                           |                                                      |                          | Modifica les dades a Wikidata |
|        | el Sabadí                | Serinyà  | masia            |                                                           | 42° 10′ 26″ N, 2° 43′ 41″ E / 42.1739790928403°N,2.7280718775745°E                            |                                                      |                          | Modifica les dades a Wikidata |
|        | la Barraca               | Serinyà  | masia            |                                                           | 42° 10′ 57″ N, 2° 43′ 18″ E / 42.1826096150876°N,2.72156848228684°E                           |                                                      |                          | Modifica les dades a Wikidata |
|        | la Bruguera              | Serinyà  | masia            |                                                           | 42° 10′ 34″ N, 2° 43′ 20″ E / 42.1760096854733°N,2.72228759816508°E                           |                                                      |                          | Modifica les dades a Wikidata |
|        | la Canova                | Serinyà  | masia            |                                                           | 42° 10′ 20″ N, 2° 45′ 15″ E / 42.1721825400803°N,2.75411049780493°E                           |                                                      |                          | Modifica les dades a Wikidata |
|        | la Canova de l'Illa      | Serinyà  | masia            |                                                           | 42° 10′ 49″ N, 2° 45′ 15″ E / 42.1801445566786°N,2.75428550435209°E                           |                                                      |                          | Modifica les dades a Wikidata |
|        | la Margenera             | Serinyà  | masia            |                                                           | 42° 09′ 59″ N, 2° 44′ 29″ E / 42.1664355009617°N,2.7413848082417°E                            |                                                      |                          | Modifica les dades a Wikidata |
|        | la Panera                | Serinyà  | masia            |                                                           | 42° 10′ 37″ N, 2° 45′ 04″ E / 42.1768591877646°N,2.75101687358994°E                           |                                                      |                          | Modifica les dades a Wikidata |
|        | la Rajoleria             | Serinyà  | masia            |                                                           | 42° 10′ 41″ N, 2° 43′ 13″ E / 42.1780495235176°N,2.72038974339915°E                           |                                                      |                          | Modifica les dades a Wikidata |
|        | les Cruïlles             | Serinyà  | masia            |                                                           | 42° 11′ 04″ N, 2° 45′ 55″ E / 42.1843825787162°N,2.76528895453518°E                           |                                                      |                          | Modifica les dades a Wikidata |
|        | les Planetes             | Serinyà  | masia            |                                                           | 42° 11′ 06″ N, 2° 45′ 28″ E / 42.1848623953866°N,2.75781541603412°E                           |                                                      |                          | Modifica les dades a Wikidata |

## molí d'aigua
| imatge | Nom               | Ubicat a | instància de | Detalls                     | coordenades                                                         | Protecció                                  | Commons (més fotos) | Dades a WD                    |
| ------ | ----------------- | -------- | ------------ | --------------------------- | ------------------------------------------------------------------- | ------------------------------------------ | ------------------- | ----------------------------- |
|        | Molí de Ca n'Illa | Serinyà  | molí d'aigua |                             | 42° 10′ 17″ N, 2° 43′ 19″ E / 42.1713163828661°N,2.72188437613352°E |                                            |                     | Modifica les dades a Wikidata |
|        | Molí dels Horts   | Serinyà  | molí d'aigua | Estil: arquitectura popular | 42° 10′ 35″ N, 2° 44′ 25″ E / 42.176315°N,2.740299°E Ser            | bé integrant del patrimoni cultural català |                     | Modifica les dades a Wikidata |

## muntanya
| imatge | Nom                       | Ubicat a | instància de | Detalls | coordenades                                                         | Protecció | Commons (més fotos) | Dades a WD                    |
| ------ | ------------------------- | -------- | ------------ | ------- | ------------------------------------------------------------------- | --------- | ------------------- | ----------------------------- |
|        | els Tres Termes de Boquià | Serinyà  | muntanya     |         | 42° 09′ 28″ N, 2° 42′ 04″ E / 42.1577°N,2.70109°E 470.6 msnm        |           |                     | Modifica les dades a Wikidata |
|        | la Creu de Puig Hortós    | Serinyà  | muntanya     |         | 42° 10′ 29″ N, 2° 42′ 35″ E / 42.17485556°N,2.70966944°E 409.2 msnm |           |                     | Modifica les dades a Wikidata |

## pont
| imatge | Nom                    | Ubicat a | instància de | Detalls                     | coordenades                                                                     | Protecció                                  | Commons (més fotos)   | Dades a WD                    |
| ------ | ---------------------- | -------- | ------------ | --------------------------- | ------------------------------------------------------------------------------- | ------------------------------------------ | --------------------- | ----------------------------- |
|        | Pont dels Horts        | Serinyà  | pont         | Estil: arquitectura popular |                                                                                 | bé integrant del patrimoni cultural català |                       | Modifica les dades a Wikidata |
|        | Pont sobre el riu Ser  | Serinyà  | pont         | Estil: arquitectura popular | 42° 10′ 39″ N, 2° 44′ 14″ E / 42.17754°N,2.73726°E ca:Sobre el riu Ser 137 msnm | bé integrant del patrimoni cultural català | Pont sobre el riu Ser | Modifica les dades a Wikidata |
|        | el Porxo de Can Surita | Serinyà  | pont         |                             | 42° 10′ 18″ N, 2° 45′ 47″ E / 42.1716611884237°N,2.76315667696189°E             |                                            |                       | Modifica les dades a Wikidata |

## serra
| imatge | Nom              | Ubicat a                         | instància de | Detalls | coordenades                                                       | Protecció | Commons (més fotos) | Dades a WD                    |
| ------ | ---------------- | -------------------------------- | ------------ | ------- | ----------------------------------------------------------------- | --------- | ------------------- | ----------------------------- |
|        | La Boscarra      | Serinyà                          | serra        |         | 42° 09′ 49″ N, 2° 43′ 30″ E / 42.16354722°N,2.72510833°E 318 msnm |           |                     | Modifica les dades a Wikidata |
|        | serrat de Boquià | Sant Miquel de Campmajor Serinyà | serra        |         | 42° 09′ 28″ N, 2° 42′ 04″ E / 42.157731°N,2.701094°E              |           |                     | Modifica les dades a Wikidata |

## Misc
| imatge | Nom                                   | Ubicat a                                   | instància de             | Detalls                                  | coordenades                                                                                               | Protecció                                            | Commons (més fotos)    | Dades a WD                    |
| ------ | ------------------------------------- | ------------------------------------------ | ------------------------ | ---------------------------------------- | --- | ---------------------------------------------------- | ---------------------- | ----------------------------- |
|        | Camp d'aviació de Martís              | Porqueres Esponellà Serinyà                | aeròdrom                 |                                          | 42° 09′ 13″ N, 2° 45′ 49″ E / 42.153586°N,2.763553°E                                                      |                                                      |                        | Modifica les dades a Wikidata |
|        | Can Beia                              | Serinyà                                    | casa                     | Estil: arquitectura popular              | 42° 10′ 08″ N, 2° 44′ 41″ E / 42.16875°N,2.74483°E ca:Pl. Ricard Claveguera i Brunet 183 msnm             | bé integrant del patrimoni cultural català           | Can Beia               | Modifica les dades a Wikidata |
|        | Castell de Teià                       | Serinyà                                    | castell                  |                                          | 42° 09′ 45″ N, 2° 45′ 13″ E / 42.1625°N,2.753611°E                                                        | bé d'interès cultural bé cultural d'interès nacional |                        | Modifica les dades a Wikidata |
|        | Coberts de Can Surita                 | Serinyà                                    | cabana                   |                                          | 42° 10′ 33″ N, 2° 45′ 37″ E / 42.1759692537838°N,2.76027097607696°E                                       |                                                      |                        | Modifica les dades a Wikidata |
|        | Maria Pastora                         | Serinyà                                    | edifici històric capella |                                          | 42° 10′ 15″ N, 2° 43′ 19″ E / 42.1708391374332°N,2.72192278825205°E                                       |                                                      |                        | Modifica les dades a Wikidata |
|        | Pou de glaç de Serinyà                | Serinyà                                    | pou de neu               | Estil: arquitectura popular 17th century | 42° 10′ 31″ N, 2° 44′ 18″ E / 42.175275°N,2.738211°E ca:Veïnat de Baió. Darrera la Masia del Pou 137 msnm | bé integrant del patrimoni cultural català           | Pou de glaç de Serinyà | Modifica les dades a Wikidata |
|        | collet de Guixeres                    | Sant Miquel de Campmajor Porqueres Serinyà | collada                  |                                          | 42° 09′ 15″ N, 2° 42′ 04″ E / 42.154166666667°N,2.7011111111111°E                                         |                                                      |                        | Modifica les dades a Wikidata |
|        | edifici de les Escoles i l'Ajuntament | Serinyà                                    | casa consistorial        | Estil: noucentisme 20th century          | 42° 10′ 10″ N, 2° 44′ 44″ E / 42.16958°N,2.74558°E ca:C. de les Escoles                                   | bé integrant del patrimoni cultural català           | Serinyà town hall      | Modifica les dades a Wikidata |